# Syroloma minor
Syroloma minor là một loài nhện trong họ Lycosidae.
Loài này thuộc chi Syroloma. Syroloma minor được Eugène Simon miêu tả năm 1900.